# Ga Yatap
Ga Yatap (Tiếng Hàn: 야탑역, Hanja: 野塔驛) là ga tàu điện ngầm trên Tuyến Bundang ở Yatap-dong, Bundang-gu, Seongnam-si, Gyeonggi-do. Gần đó có Bến xe buýt Seongnam và nó được nối với nhau bằng một lối đi từ tầng hầm thứ hai của tòa nhà bến xe (Themapolis).  Xung quanh nhà ga có hai trung tâm mua sắm lớn là Kim's Club và Homeplus. The Yatap CGV Multiplex ở tầng hầm của Homeplus được kết nối bằng một lối đi ngầm đến ga Yatap.

## Bố trí ga
| ↑ Moran |
| \| １   |
| Imae ↓  |

| １ | ●Tuyến Suin–Bundang | → Hướng đi Imae · Jukjeon · Giheung · Suwon · Incheon →  |
| ２ | ●Tuyến Suin–Bundang | ← Hướng đi Moran · Suseo · Dogok · Seolleung · Wangsimni |

## Lối ra
- Lối ra 1: Trường trung học Yatap, Bưu điện Yatap
- Lối ra 2: Trường tiểu học Dolma
- Lối ra 3: Trung tâm Y tế Bundang, Bệnh viện Bundang Cha, Khu liên hợp thể thao Tancheon (Sân nhà của Seongnam FC)
- Lối ra 4: Bến xe buýt Seongnam, Trường tiểu học Yatap